# Banda Nova de Barroselas
A Banda Nova de Barroselas, ou Banda Escuteiros de Barroselas, é uma associação cultural  portuguesa que mantém em actividade uma banda filarmónica sediada na freguesia de Barroselas, em Viana do Castelo, Portugal. Fundada no ano de 1934 por Armindo dos Santos Barbosa, é, atualmente, dirigida pelo maestro Álvaro Barbosa de Sousa, neto do fundador e primeiro regente, dispondo de, aproximadamente, 60 executantes.
Criada inicialmente em simultâneo com o Grupo de Escuteiros de Barroselas, por imposição do regulamento do Corpo Nacional de Escutas, a banda desvinculou-se do grupo de escutas, mantendo no entanto o nome original até à actualidade.

## História
Na freguesia de Barroselas - outrora denominada Capareiros -, existia em 1928 um grupo coral denominado Schola Cantorum de Capareiros, cuja génese se verificou devido ao dinamismo do Padre Manuel Carlos Araújo e a colaboração de José Costa Freitas, seminarista na altura. Constituído por diversos elementos do sexo masculino, o propósito do mesmo era embelezar diversas cerimónias religiosas. Armindo dos Santos Barbosa era membro deste grupo, detendo a função de organista, e, devido ao seu talento na vertente musical, tornou-se no responsável pelo mesmo em 1929, quando o referido padre foi nomeado pároco de uma freguesia de Arcos de Valdevez.
Pouco tempo depois, deu-se a fundação do Grupo 101 dos Escuteiros de Barroselas, tendo sido o referido grupo coral convidado a integrá-lo, de modo a harmonizar as cerimónias organizadas pelos mesmos. Com o intuito de providenciar uma maior autonomia ao conjunto, por ordem da chefia central do Corpo Nacional de Escutas, foi concebido o Clã 13 - a Alcateia Santa Cecília, onde foi colocado.
No dia 29 de Junho de 1934, dia da festa do padroeiro S. Pedro, foi realizada a apresentação pública do Grupo 101 dos Escuteiros de Barroselas. O grupo coral, constituído por 19 elementos, participou na Missa da Primeira Promessa de Escuteiros e realizou o acompanhamento da procissão com marchas que dispunham para o efeito, aproveitando o facto de praticamente todos eles serem músicos com instrumentos de sopro, já que se tratavam de parte integrante da Banda Velha de Barroselas. Estava, desta forma, fundada a Banda dos Escuteiros de Barroselas.

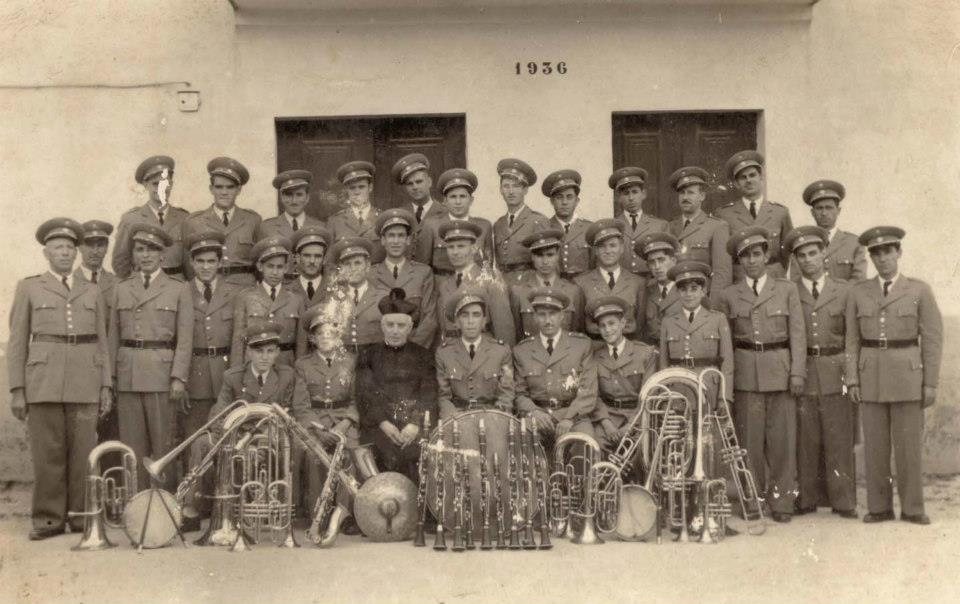
Registo fotográfico da banda, datado de 1959.

Esta ação motivou inúmeros comentários elogiosos que contribuíram para que o projeto ganhasse cada vez mais força. Assim, com a farda dos escuteiros vestida, uma vez que o fundo de maneio não se revelava suficiente para adquirir uniformes, a banda iniciou a participação em festividades na sua terra, bem como em freguesias vizinhas, sendo recebida com carinho e admiração.
Mais tarde, no ano de 1944, por imposição do regulamento do Corpo Nacional de Escutas, a banda foi forçada a desvincular-se dos escuteiros. De modo a ser possível preservar o mesmo nome em termos legais - ou, pelo menos, tão idêntico quanto possível -, procedeu-se à eliminação da palavra “dos” do mesmo, fixando-se como Banda Escuteiros de Barroselas. Naturalmente, a farda dos escuteiros, com a qual a banda realizava as suas deslocações, deixou de ser o uniforme da mesma.
Numa altura em que a energia elétrica ainda não se tratava de um bem existente em Barroselas, Armindo dos Santos Barbosa dedicava um curto espaço de tempo do qual dispunha à noite ao ensino da música, à luz das velas, para que não faltassem elementos à sua banda: tratava-se da primeira escola de música no concelho de Viana do Castelo.
Em 1962, Armindo dos Santos Barbosa fundou a Banda da Casa dos Rapazes de Barcelos, onde trabalhava e também lecionava a arte da música.  Posteriormente, fixou-se na mesma, deixando a regência da Banda Escuteiros de Barroselas a cargo do vice-regente de então, Fernando Peixoto, todavia permanecendo na sua administração. Em 1968, deixou a Casa dos Rapazes de Barcelos e voltou a dirigir a Banda Escuteiros de Barroselas.
O ano no qual foram comemoradas as Bodas de Ouro, 1984, ficou também assinalado pelo facto de ser o ano em que o fundador, Armindo dos Santos Barbosa, dirigiu a banda pela última vez, passando a batuta ao seu filho Ângelo Barbosa, numa altura em que a mesma se tratava da mais credenciada banda de música do concelho de Viana do Castelo.
No ano de 1990, Álvaro Barbosa de Sousa, neto do fundador, tornou-se o maestro e diretor artístico da banda, detendo os mesmos cargos até aos dias de hoje.
Em 2017, após deliberação em assembleia geral da instituição, a banda formalizou a mudança do seu nome para Banda Nova de Barroselas, motivada pelo facto de esta ser a designação popular, devido à existência de uma banda mais antiga na vila: a já referida Banda Velha de Barroselas. Contudo, a associação na qual se insere preservou o mesmo nome, designando-se Associação Banda Escuteiros de Barroselas.

## Participações memoráveis
Ao longo dos 85 anos de atividade, a Banda Nova de Barroselas realizou diversas deslocações, abrilhantando diferentes festividades, bem como participando em concursos. De todas, existem algumas que se evidenciam, tais como:
- Participação nos Encontros de Bandas do Alto Minho, promovidos pelo maestro Miguel de Oliveira;
- Participação no concurso/programa da RTP denominado “Sol de Verão”, o qual foi transmitido em direto a partir dos estúdios no Porto, onde a banda atuou ao lado da Banda do Crato;
- Participação no Concurso de Bandas Civis da EDP, no qual foi atingida uma boa classificação.

## Regência
Durante o seu período de atividade, a regência da banda esteve entregue a quatro maestros, sendo eles:
- Armindo dos Santos Barbosa, fundador;
- Fernando Peixoto;
- Ângelo Barbosa;
- Álvaro Barbosa de Sousa, o maestro atual.

## Trabalhos
- Great Moments, CD gravado em 2001 pela editora Cardoso & Conceição.
- Passado e o Presente, CD gravado em 2004 pela editora Cardoso & Conceição.
- Concerto Sinfónico, DVD gravado em 2011, que documenta um concerto realizado no Teatro Municipal Sá de Miranda com a colaboração do Coral Polifónico de Barroselas, do Coral Orfeónico S. Paulo da Cruz, do Coral Polifónico de Santa Maria de Tregosa e do Coral de Santa Eulália de Vila de Punhe.

## Reconhecimentos
Em 1998, a associação foi considerada Instituição de Utilidade Pública, por Despacho do Primeiro-ministro de então, o Eng.º António Guterres.
Recebeu também, em 1984, na ocasião da comemoração das bodas de ouro, a Medalha de Prata de Mérito Municipal, pela Câmara Municipal de Viana do Castelo.